# Hans Friedrich Gadow
Hans Friedrich Gadow (8 de março de 1855 – 16 de maio de 1928) foi um ornitólogo alemão.

## Biografia
Gadow nasceu na Pomerânia, filho de um inspetor das florestas reais prussianas. Ele estudou nas universidades de Berlim, Jena e Heidelberg. Em Jena, estudou sob a orientação de Ernst Haeckel e em Heidelberg do anatomista Karl Gegenbaur. Após a formatura, ele viajou para o Museu de História Natural de Londres, a pedido de Albert Günther, para trabalhar no Catálogo das Aves do Museu. Gadow preparou o volume VIII no Titmice, Shrikes e Nuthatches.
Em 1884 Gadow sucedeu Osbert Salvin como curador da coleção de Strickland na Universidade de Cambridge, além de ser nomeado professor da morfologia de vertebrados. Se tornou um membro da União dos Ornitólogos Britânicos em 1881 e membro da Royal Society em 1892. Casou com Clara Paget Maud, filha de Sir George Edward Paget.
Em 1895 e 1896 Gadow e sua esposa fizeram duas viagens ao longo do norte da Espanha, do País Basco e Galiza. Em 1897 Gadow publicou no norte da Espanha, o livro que reuniu observações muito interessantes sobre geografia, etnografia e da fauna e da flora.